# Kloster Kaisheim
Das Kloster Kaisheim, auch Kaisersheim (lateinisch Abbatia Caesarea), ist eine ehemalige Abtei der Zisterzienser im Markt Kaisheim (bei Donauwörth) in der Diözese Augsburg in Bayerisch-Schwaben.

## Geschichte

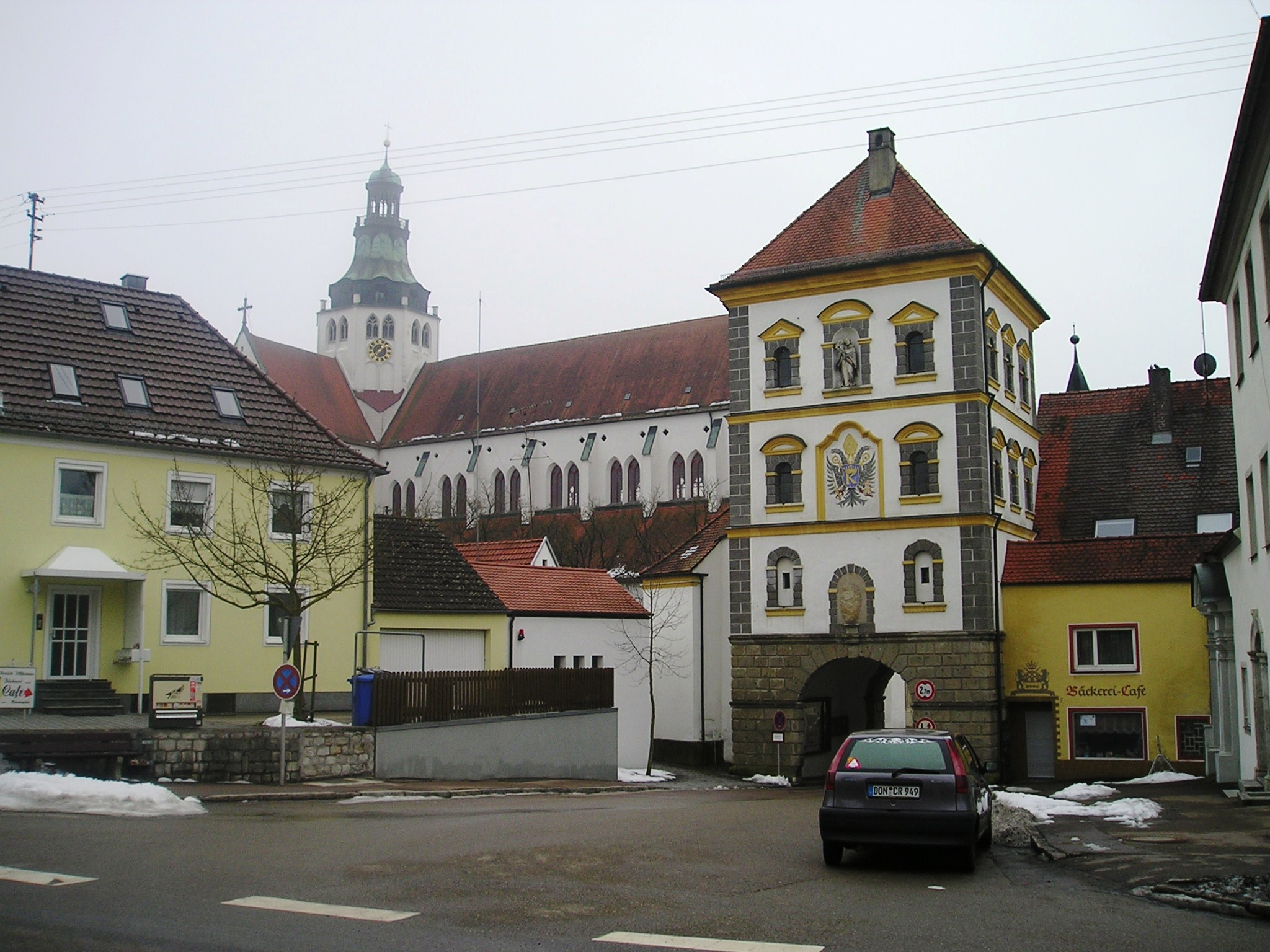
Tor zur Klosteranlage

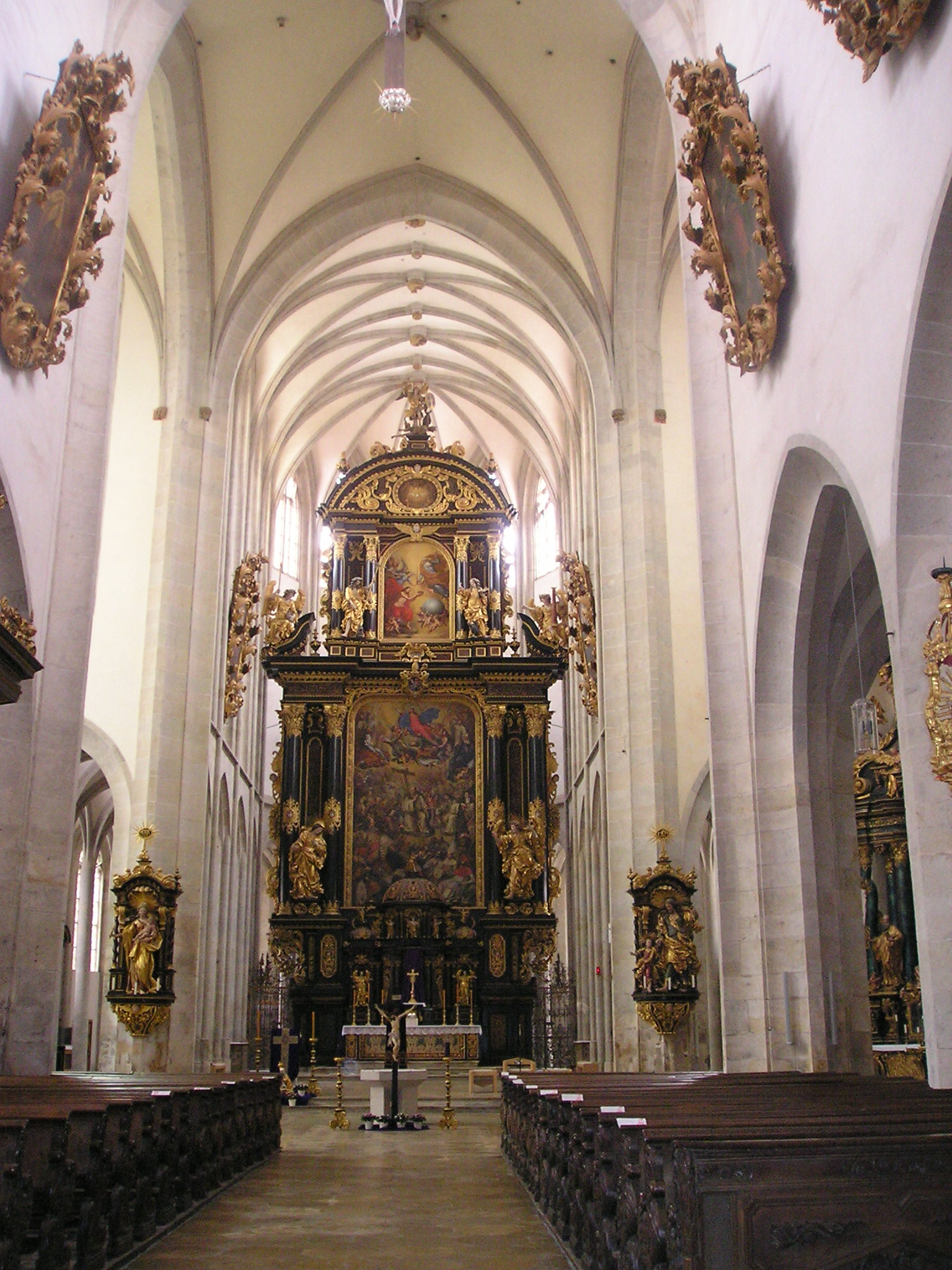
In der Klosterkirche

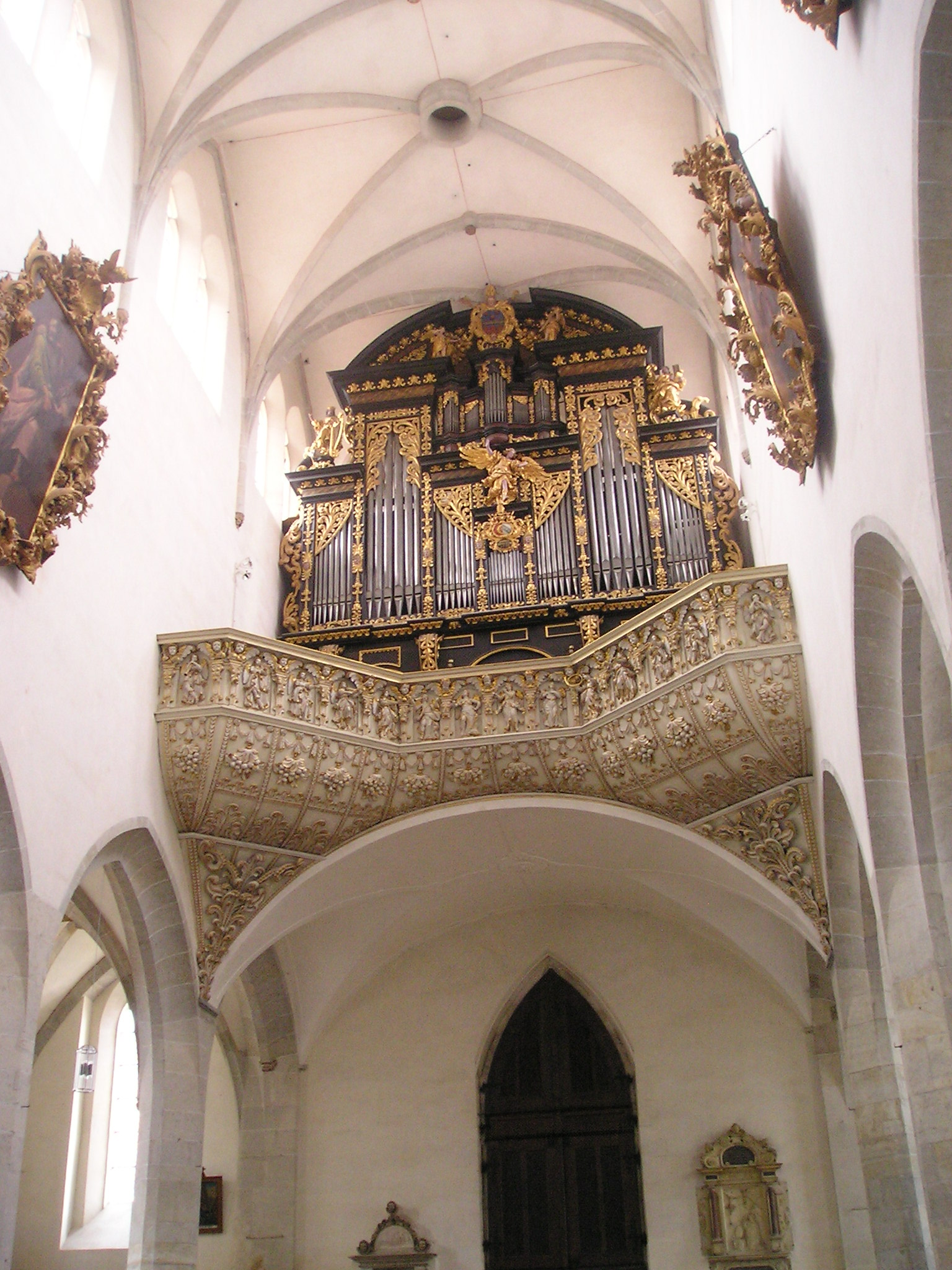
Orgel

Gegründet wurde das Kloster im Jahr 1133 oder 1135 von Graf Heinrich II. von Lechsgemünd († 11. März 1142) und seiner Gemahlin Liukardis. Die königliche Bestätigung der Klostergründung erfolgte noch 1135, der Papst bestätigte die Stiftung 1147 und 1185. Der erste Mönchskonvent kam aus der Zisterze Lützel (Lucelle) im Elsass, die selbst eine Tochtergründung der Zisterzienserabtei Bellevaux aus der Filiation der Primarabtei Morimond war. Kaisheim seinerseits gründete im Jahr 1273 das Tochterkloster Stams im Tiroler Inntal. Im Kaisheimer Konvent sind im 14. Jahrhundert Einflüsse der schwäbischen Mystik und der Gottesfreunde nachweisbar.
Die Abtei tat sich zudem auf den Gebieten der Geschichtsschreibung, der Literatur und der Buchmalerei hervor. Das bis ins 14. Jahrhundert dauernde Anwachsen des Klosterbesitzes führte jedoch zu Konflikten mit der Stifterfamilie, die sich später von 1321 bis 1656 mit den Inhabern der Klostervogtei, den Herzögen von Ingolstadt bzw. Pfalz-Neuburg fortsetzten. Dabei ging es um die bei den Zisterziensern ordensübliche Vogtfreiheit und die Landeshoheit. Obwohl Kaisheim schon 1363 von Kaiser Karl IV. (1346/55–1378) formell die Reichsunmittelbarkeit verliehen wurde, dieser 1370 auch die Vogtfreiheit der Abtei bestätigte und der Status eines Reichsstiftes zudem aus den Reichsmatrikeln seit 1521 ersichtlich ist, musste das Kloster de facto lange um seinen Status ringen. Erst 1656 und nochmals 1757 konnte das Kloster seine Reichsunmittelbarkeit gegen die Pfalzgrafen von Neuburg gänzlich durchsetzen. Spätestens seit dieser Zeit erlangte der Abt den Rang eines Reichsprälaten und das Kloster nannte sich seither meist Kaisersheim. Durch die Reichsfreiheit stieg auch das barock-herrschaftliche Repräsentationsbedürfnis an. Ferner führte der Kaisheimer Abt als Vaterabt die ordensinterne Aufsicht über eine Reihe von schwäbischen und bayerischen Frauenklöstern, darunter die Augsburger Zisterzienserinnenabteien und das nahe Kloster Niederschönenfeld. Seit 1656 gehörte auch Kloster Pielenhofen als Subpriorat zur Abtei Kaisheim. An Weihnachten 1778 weilte Wolfgang Amadeus Mozart als Gast des Reichsprälaten Cölestin Angelprugger, den er in Mannheim kennengelernt hatte, im Kloster, das 1802 mit der Säkularisation aufgelöst wurde.
Die Klosteranlage wurde zunächst von bayerischen Truppen militärisch besetzt. Anschließend diente Kaisheim als Zentral- oder Aussterbekloster der aufgelösten bayerischen Ordensprovinz der Franziskaner. Ab 1816 wurden die Gebäude vom bayerischen Staat als Strafarbeitshaus und Zuchthaus genutzt. In den Gebäuden befindet sich heute noch eine Justizvollzugsanstalt, die JVA Kaisheim. Im Ostflügel, dem sogenannten Kaisersaalflügel, ist seit 1989 die Dauerausstellung Hinter Gittern im Bayerischen Strafvollzugsmuseum untergebracht.
Von besonderer baulicher Bedeutung sind neben der ehemaligen Klosterkirche der Kaisersaal und der Bibliothekssaal. Die um 1730 gefertigte Einrichtung des Bibliothekssaals, eine reich dekorierte zweigeschossige, an drei Seiten umlaufende Emporenanlage, wurde im Jahr 1804 in die frühere Provinzialbibliothek (jetzt Staatliche Bibliothek Neuburg an der Donau) verbracht und dort im ehemaligen Kongregationssaal eingebaut.
Die Sommerresidenz der Kaisheimer Äbte befand sich einige Kilometer entfernt in Schloss Leitheim.

## Grablegen
Das Kloster Kaisheim war die Grablege des Grafenhauses Lechsgemünd-Graisbach und einiger seiner Ministerialenfamilien, wie u. a. den von Pappenheim, von Wemding, von Schweinspoint, von Schepach, von Rechenberg und Schenk von Geyern.
In der Kirche und im Kreuzgang sind noch zahlreiche Grabdenkmäler erhalten. Besonders sehenswert, ist das Hochgrab des Stifters Heinrich I. von Lechsgmünd im Mittelschiff der Kirche, sowie die figürlichen Steine des Ritters Georg von Wemding († 1551) und seiner Frau Margarethe († 1549) neben dem Westportal.
Wegen der Justizvollzugsanstalt Kaisheim wurde in den 1920/30er Jahren der Kreuzgang bis auf einen kleinen Teil abgebrochen und ist somit heute nicht mehr zugänglich. Einige Grabdenkmäler aus dem ehemaligen Kreuzgang wurden in die Klosterkirche verbracht.

## Kaisersaal

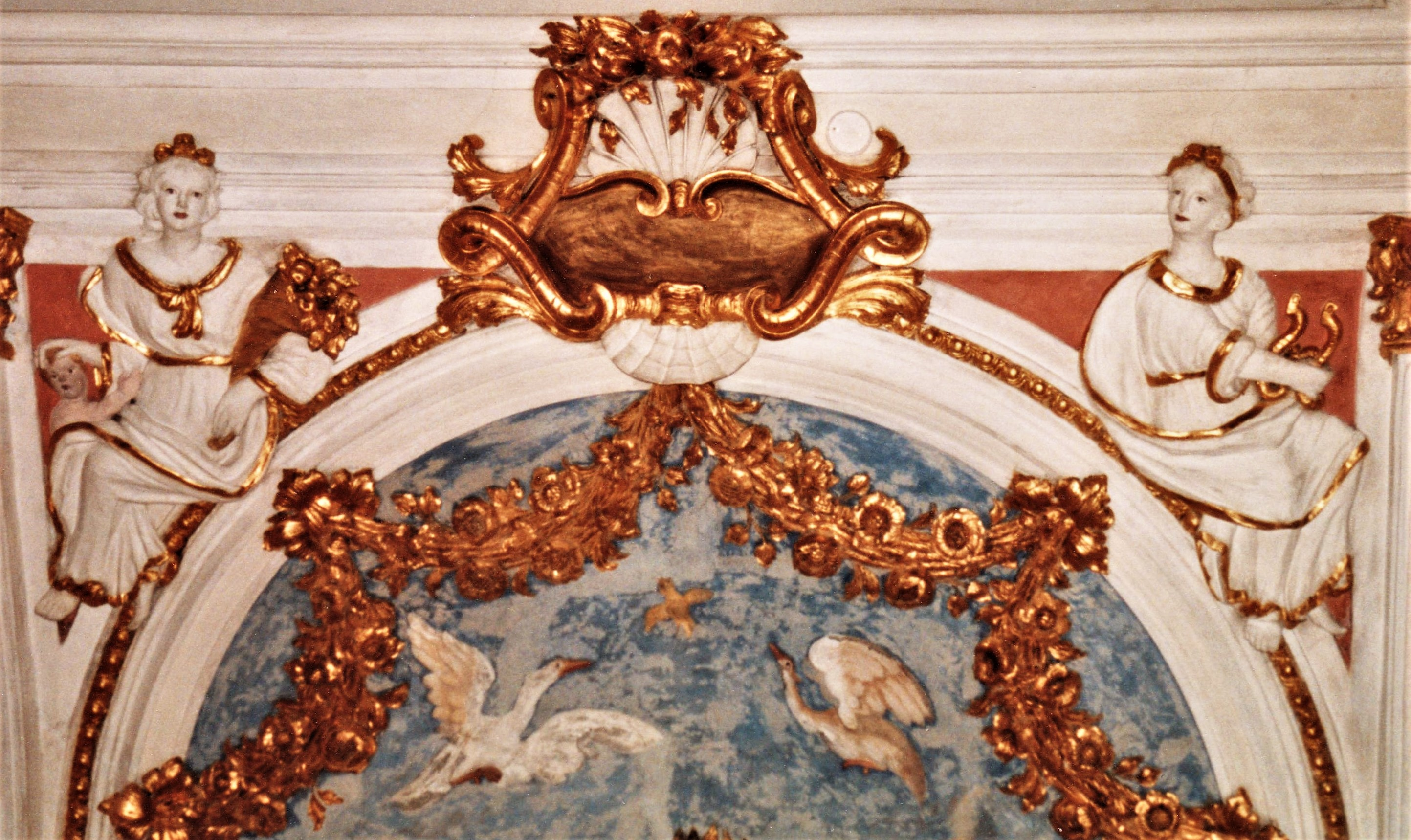
Kloster Kaisheim, Kaisersaal, Tugendzyklus (1718–1723)

Den glanzvollen baulichen Höhepunkt bildete neben dem Bibliothekssaal zweifellos der Kaisersaal innerhalb der barocken Klosteranlage.
Im Mittelrisalit des Ostflügels liegt der Kaisersaal, dessen Dekoration wohl in den Jahren zwischen 1718 und 1723 entstanden ist.

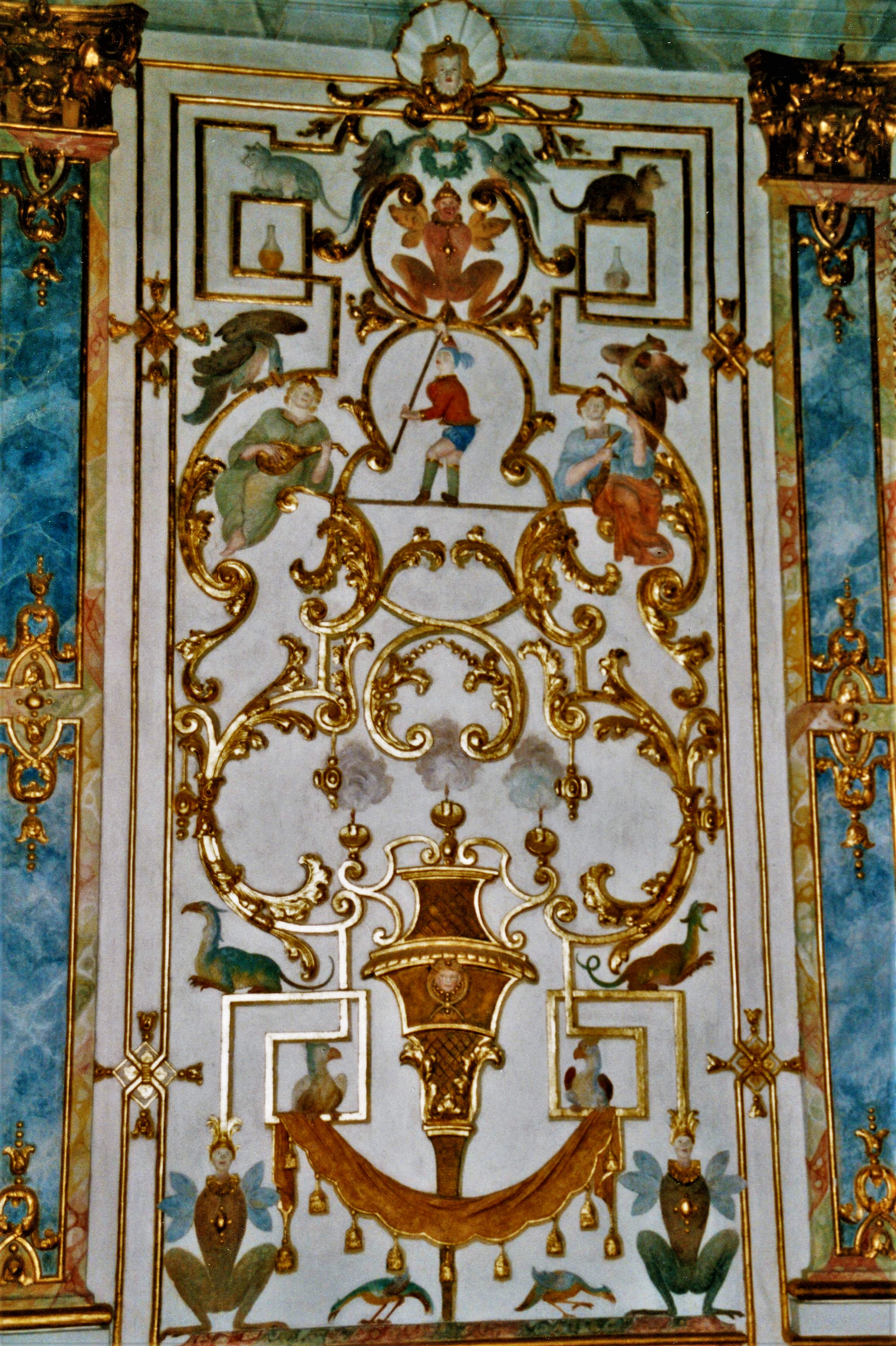
Kloster Kaisheim, Kaisersaal, Régence-Stuckierung (1718–1723)

Die Ausstattung des Saales ist ein wichtiges Beispiel des Régence-Stils, der den Übergang zwischen schweren spätbarocken Formen und dem geschmeidigen Rokoko bildet. Ein besonderer Glücksfall war, dass der Saal – im Gegensatz zur Bibliothek – nahezu im ursprünglichen Zustand erhalten geblieben ist. Neben der gotischen Kirche vermag deshalb nur noch dieser prachtvolle Saal mit den anschließenden Räumen der Prälatenwohnung von der einstigen Bedeutung der Zisterzienserabtei Zeugnis abzulegen.
Bei der Orientierung der Kaisheimer Künstler an dem neuen Ideal der französischen Régence scheinen die Ornamentstiche von Jean Bérain und Paul Decker eine Vermittlerrolle gespielt zu haben.
Der prunkvolle Saal ist oberhalb eines marmorierten Sockels mit farbig gefassten Stuckaturen ausgestattet, welche die Wände und die Muldendecke völlig überziehen. Die Wände sind durch flache Doppelpilaster, Felder mit Teppichmustern und stuckierten allegorischen Motiven aus Kunst und Wissenschaft gegliedert. Ebenso werden Themen aus der Antike und dem Fernen Osten behandelt (Chinoiserien). Bedeutende Plätze nehmen die Wappen von Orden, Stifter, Konvent, Abtei und des Abts Rogerius I. Röls ein. Über dem schweren Doppelgesims mit Girlanden bildet eine Blendbalustrade mit Scheinarchitektur den Rahmen der stuckierten Deckenfelder. Die großen Eckfelder zeigen ebenfalls allegorische Darstellungen. Die fünf mit Ornamentik gefüllten Deckenfelder werden durch einen breiten Stuckrahmen gegliedert. Diese Felder wiederum sind unterteilt in stuckgerahmte Bildflächen. Besonders reizvoll sind die Vogel- und Greifenfiguren. Erst die Betrachtung aus der Nähe vermittelt das außerordentliche Können der Künstler.
Der Kaisersaal wird heute für Konzerte und Empfänge genutzt.

## Strafvollzugsmuseum „Hinter Gittern“
Im Foyer und angrenzenden Räumen des Kaisersaals der ehemaligen Abtei Kaisheim beschreibt die Dauerausstellung „Hinter Gittern“ die Entwicklung des Strafvollzugs im Verlauf der Jahrhunderte.
Exponate, Fotografien und Nachbauten verdeutlichen die unterschiedlichen Lebensbereiche der Häftlinge und dokumentieren die Wandlung im Gefängnisalltag von damals bis heute. Grafiken und Texte führen an einzelne Ausstellungsthemen heran und werden durch „kuriose Basteleien“ der Gefangenen abgerundet.

## Werke aus der Abtei
- Annales Caesarienses, hrsg. von Georg Leidinger in: Sitzungsberichte der Bayerischen Akademie der Wissenschaften. Phil.-hist. Klasse, 1910.
- Bernolds Formelbuch für Zisterzienserklöster Prsaici dictaminis von 1312.
- Johann Knebel: Kaisheimer Chronik von 1531.